# Ирис (телеканал)
Ирис (макед. Ирис) — северомакедонский телеканал из города Штип. Канал основан в 1994 году Миле Кокотовым и Владимиром Милановичем в Штипе.

## Сетка вещания
Доля программ и фильмов собственного производства составляет в среднем 60 %. Транслируются документальные и развлекательные программы, а также сериалы и шоу, которые транслируются на других каналах Северной Македонии и по иностранному телевидению. Примерная аудитория телеканала — 150 тысяч человек.

## Техническое оснащение
В студиях телеканала площадью 2000 м² есть возможность вести несколько передач в прямом эфире, в определённых случаях может вестись трансляция с места событий. Телеканал Ирис также занимается созданием видеороликов и заставок в режимах 2D и 3D.

## Трансляция
Трансляции ведутся на частоте 607,25 МГц UHF аналогового телевидения (канал 38) и частоте 189,2 МГц UHF кабельного телевидения.